# Alexeter rapinator
Alexeter rapinator là một loài tò vò trong họ Ichneumonidae.